# 戴夫·謝里登
戴夫·謝里登（英語：David Christopher "Dave" Sheridan，1969年3月10日—）是美國的一位演員、喜劇演員、作家、製作人和音樂人。他最著名的作品是在驚聲尖笑中飾演Special Officer Doofy。

## 外部連結
- GetVanStoned.com
- Dave Sheridan （页面存档备份，存于） on Myspace
- Van Stone （页面存档备份，存于） on Myspace
- Interview with Randy Van Stone, Dave Sheridan's alter-ego, at WickedInfo.com
- 戴夫·謝里登在互联网电影资料库（IMDb）上的資料（英文）